# Talmud de Babilonia

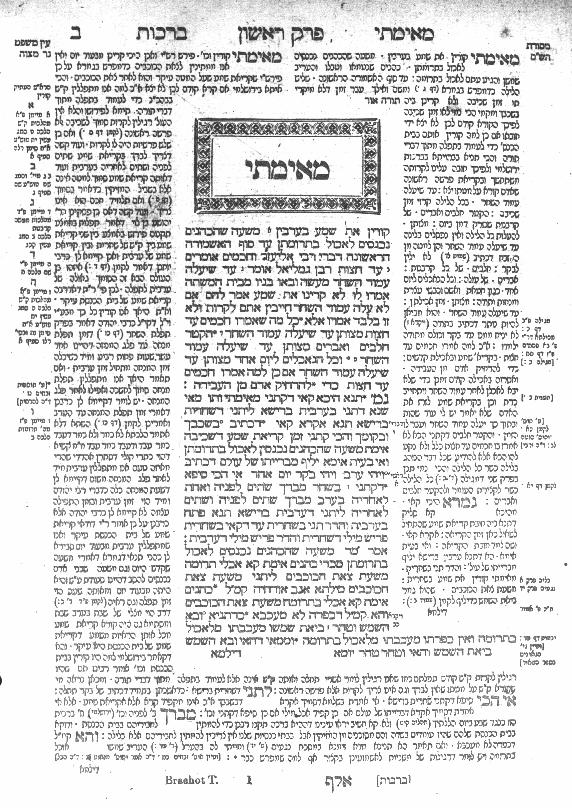
Primera página del Talmud de Babilonia del tratado Berajot (bendiciones) en la edición de Vilna. El texto del Talmud está en el centro y rodeado por el texto de varios comentaristas: a un lado los comentarios de Rashi y al otro las adiciones de los tosafistas. Este formato ha sido aceptado por más de 500 años.

El Talmud de Babilonia (en hebreo: תלמוד בבלי, transliterado: Talmud Bablí) es una colección de ensayos que resumen la sabiduría de la Halajá o ley judía. Esta versión del Talmud fue escrita por los sabios y eruditos del Pueblo de Israel entre el siglo III y hasta el final del V en Babilonia por los exiliados de la Tierra de Israel. Este texto se escribió principalmente como comentario a las enseñanzas de generaciones anteriores de eruditos en relación con la Mishná y la Guemará.